# Horseshoe Beach
Horseshoe Beach és una població dels Estats Units a l'estat de Florida. Segons el cens del 2000 tenia 206 habitants.

## Demografia
Segons el cens del 2000, Horseshoe Beach tenia 206 habitants, 84 habitatges, i 59 famílies. La densitat de població era de 397,7 habitants/km².
Dels 84 habitatges en un 22,6% hi vivien nens de menys de 18 anys, en un 56% hi vivien parelles casades, en un 8,3% dones solteres, i en un 28,6% no eren unitats familiars. En el 25% dels habitatges hi vivien persones soles el 17,9% de les quals corresponia a persones de 65 anys o més que vivien soles. El nombre mitjà de persones vivint en cada habitatge era de 2,45 i el nombre mitjà de persones que vivien en cada família era de 2,88.
Per edats la població es repartia de la següent manera: un 24,3% tenia menys de 18 anys, un 6,3% entre 18 i 24, un 14,6% entre 25 i 44, un 27,2% de 45 a 60 i un 27,7% 65 anys o més.
L'edat mediana era de 47 anys. Per cada 100 dones de 18 o més anys hi havia 92,6 homes.
La renda mediana per habitatge era de 33.750 $ i la renda mediana per família de 46.875 $. Els homes tenien una renda mediana de 29.286 $ mentre que les dones 25.313 $. La renda per capita de la població era de 16.535 $. Entorn del 17,2% de les famílies i el 22,3% de la població estaven per davall del llindar de pobresa.

## Poblacions més properes
El següent diagrama mostra les poblacions més properes.